# Спід (Північна Кароліна)
Спід (англ. Speed) — місто (англ. town) в США, в окрузі Еджком штату Північна Кароліна. Населення — 63 особи (2020).

## Географія
Спід розташований за координатами 35°58′6″ пн. ш. 77°26′39″ зх. д. / 35.96833° пн. ш. 77.44417° зх. д. (35.968465, -77.444269).  За даними Бюро перепису населення США в 2010 році місто мало площу 0,73 км², уся площа — суходіл.

## Демографія
Згідно з переписом 2010 року, у місті мешкало 80 осіб у 35 домогосподарствах у складі 17 родин. Густота населення становила 109 осіб/км².  Було 38 помешкань (52/км²).
Расовий склад населення:
| - 66,3 % — чорних або афроамериканців - 33,8 % — білих |

До двох чи більше рас належало 0,0 %. Частка іспаномовних становила 0,0 % від усіх жителів.
За віковим діапазоном населення розподілялося таким чином: 26,2 % — особи молодші 18 років, 56,3 % — особи у віці 18—64 років, 17,5 % — особи у віці 65 років та старші. Медіана віку мешканця становила 47,7 року. На 100 осіб жіночої статі у місті припадало 81,8 чоловіків;  на 100 жінок у віці від 18 років та старших — 73,5 чоловіків також старших 18 років.
Середній дохід на одне домашнє господарство  становив 39 214 долари США (медіана — 31 250), а середній дохід на одну сім'ю — 51 223 долари (медіана — 58 333). За межею бідності перебувало 5,3 % осіб, у тому числі 0,0 % дітей у віці до 18 років та 15,6 % осіб у віці 65 років та старших.
Цивільне працевлаштоване населення становило 39 осіб. Основні галузі зайнятості: освіта, охорона здоров'я та соціальна допомога — 28,2 %, виробництво — 17,9 %, мистецтво, розваги та відпочинок — 15,4 %.